# Gilles Cazabon
Gilles Cazabon (ur. 5 kwietnia 1933 w Sault Sainte Marie) – kanadyjski duchowny rzymskokatolicki, w latach 1997-2008 biskup Saint-Jérôme.

## Życiorys
Święcenia kapłańskie przyjął 11 czerwca 1960. 13 marca 1992 został prekonizowany biskupem Timmins. Sakrę biskupią otrzymał 29 czerwca 1992. 27 grudnia 1997 został mianowany biskupem Saint-Jérôme. Ingres odbył się 20 lutego 1998. 3 lipca 2008 przeszedł na emeryturę.